# La Linea
La Linea (Linia, Balum Balum) – włoski cykl krótkich filmów animowanych o przygodach bohatera żyjącego w świecie wykreowanym przez linię narysowaną tajemniczą ręką. Na drodze ludzika wyrastały wciąż nowe przeszkody, a wszystkiemu towarzyszyła charakterystyczna muzyka balum, balum.
Serial emitowany był w Polsce w latach 80. w czasie niedzielnego programu 7 anten oraz w połowie lat 90. jako wypełniacz czasu antenowego, tzw. „zapchajdziura”. Na świecie emitowany był w ponad 40 krajach. O  postaci wrednego, krzykliwego a jednak sympatycznego człowieczka napisano 5 książek.
Postać z serialu została wykorzystana w ogromnej liczbie reklam na świecie – w Polsce m.in. przez firmę Polkomtel w reklamie Simplusa oraz kilka sieci firm gastronomicznych. Podobnej postaci użyto również w teledyskach piosenek The Riddle i Bla bla bla Gigi D’Agostino oraz (Don’t) Give Hate a Chance zespołu Jamiroquai. W podobnym klimacie utrzymana jest kanadyjska kreskówka Doodlez emitowana przez Nickelodeon.